# ماندي بارنت
ماندي بارنت (بالإنجليزية: Mandy Barnett)‏ هي مغنية وكاتبة غنائية أمريكية، ولدت في 28 سبتمبر 1975 في كروسفيل في الولايات المتحدة.

## وصلات خارجية
- الموقع الرسمي
- ماندي بارنت على موقع IMDb (الإنجليزية)
- ماندي بارنت على موقع ميوزك برينز (الإنجليزية)
- ماندي بارنت على موقع أول ميوزيك (الإنجليزية)
- ماندي بارنت على موقع ديسكوغز (الإنجليزية)